# جون إل. فاولر
جون إل. فاولر (بالإنجليزية: John L. Fuller) هو عالم سلوك الحيوان أمريكي، ولد في 22 يوليو 1910 في براندون في الولايات المتحدة، وتوفي في 8 يونيو 1992 في كامبريدج في الولايات المتحدة.